# 蔡至勇
蔡至勇（英語：Gerald Tsai Jr.，1929年3月10日—2008年7月9日）是一位美国华人企业家，金融家。

## 生平
1929年出生于上海，父亲是密歇根大学校友担任福特汽车上海地区经理，母亲是一位股票经纪人。毕业于圣约翰中学，1947年圣约翰大学肄业，同年随父母移民美国，在维思大学入读一个学期后转到波士顿大学，1952年加入富达投资担任证券分析师，1960年升任副总裁。1965年辞任创建自己的基金公司曼哈顿基金。
2008年7月9日在纽约曼哈顿因多器官衰竭逝世，享年79岁。